# Czech Challenge Open 2014
Het Tsjechisch Challenge Open is een golftoernooi dat deel uitmaakt van de Europese Challenge Tour. De tiende editie werd van 29 mei - 1 juni 2014 gespeeld op de Golf & Spa Kunetická Hora in Dříteč. Het prijzengeld was € 185.000.

## Verslag
De par van de baan was 72.

### Ronde 1 en 2
Er was veel wind en het regende veel. Toch begon Daniel Gaunt, die in 2013 de Telenet Trophy won, met een mooie ronde van -4 en een voorsprong van vier slagen op de spelers die de tweede plaats deelden: Chris Lloyd, Max Glauert en Pierre Relecom. 

Na de tweede ronde had Gaunt nog maar een voorsprong van 1 slag op Chris Lloyd, die een ronde van -6 had gemaakt. De beste score was van Ken Benz, die 63 noteerde en naar de 6de plaats steeg. Robin Kind haalde de cut met 74-70 (par) en Taco Remkes met 70-72 (-2). Xavier Ruiz Fonhof en Guillaume Watremez scoorden 78-70 en misten de cut.

### Ronde 3
Gaunt bleef aan de leiding maar moest zijn eerste plaats delen met Chris Lloyd, die een derde ronde onder de 70 maakte, en Pontus Widegren, die 66 had gescoord. Peter Erofejeff maakte de beste ronde en steeg naar de 5de plaats. Robin Kind steeg naar de 42ste plaats, Pierre Relecom naar de 17de plaats.

### Ronde 4
Thomas Linard is een rookie op de Challenge Tour en speelde deze week zijn zevende toernooi. Hij maakte een ronde van 68 en behaalde zijn eerste overwinning. Gaunt maakte op de laatste hole een bogey en miste zo de play-off tegen Linard. 
- Score

| Naam               | CTR | Score R1 | Score R1 | Nr   | Score R2 | Score R2 | Totaal | Nr  | Score R3 | Score R3 | Totaal | Nr  | Score R4 | Score R4 | Totaal | Nr  |
| ------------------ | --- | -------- | -------- | ---- | -------- | -------- | ------ | --- | -------- | -------- | ------ | --- | -------- | -------- | ------ | --- |
| Thomas Linard      | 32  | 70       | -2       | T8   | 68       | -4       | -6     | T7  | 67       | -5       | -11    | T5  | 64       | -8       | -19    | 1   |
| Daniel Gaunt       | 57  | 64       | -8       | 1    | 69       | -3       | -11    | 1   | 70       | -2       | -13    | T1  | 68       | -4       | -17    | 2   |
| Ross McGowan       | =   | 70       | -2       | T8   | 68       | -4       | -6     | T7  | 66       | -6       | -12    | T4  | 69       | -3       | -15    | 3   |
| Pontus Widegren    | 29  | 70       | -2       | T8   | 67       | -5       | -7     | 6   | 66       | -6       | -13    | T1  | 71       | -1       | -14    | T4  |
| Chris Lloyd        | 84  | 68       | -4       | T2   | 66       | -6       | -10    | 2   | 69       | -3       | -13    | T1  | 71       | -1       | -14    | T4  |
| Ken Benz           | 93  | 77       | +5       | T123 | 63       | -9       | -4     | T19 | 69       | -3       | -7     | T17 | 67       | -5       | -12    | T6  |
| Pierre Relecom     | 101 | 68       | -4       | T2   | 73       | +1       | -3     | T28 | 68       | -4       | -7     | T17 | 71       | -1       | -8     | T22 |
| Robin Kind         | 122 | 74       | +2       | T83  | 70       | -2       | par    | T56 | 69       | -3       | -3     | T42 | 71       | -1       | -4     | T42 |
| Taco Remkes        | =   | 70       | -2       | T8   | 72       | par      | -2     | T43 | 72       | par      | -2     | T51 | 71       | -1       | -3     | T46 |
| Xavier Ruiz Fonhof | =   | 78       | +6       | T131 | 70       | -2       | +4     | MC  |          |          |        |     |          |          |        |     |
| Guillaume Watremez | =   | 78       | +6       | T131 | 70       | -2       | +4     | MC  |          |          |        |     |          |          |        |     |

| Leider |  | Toernooirecord |  | Challenge Tour Ranking (CTR) |  | MC = missed cut = cut gemist |

1990 ·
1991 ·
1992 ·
1993 ·
1994 ·
1995 ·
1996 ·
1997 ·
1998 ·
1999 ·
2000 ·
2001 ·
2002 ·
2003 ·
2004 ·
2005 ·
2006 ·
2007 ·
2008 ·
2009 ·
2010 ·
2011 ·
2012 ·
2013 ·
2014